# Mariä-Himmelfahrt-Kapelle (Bergheim)

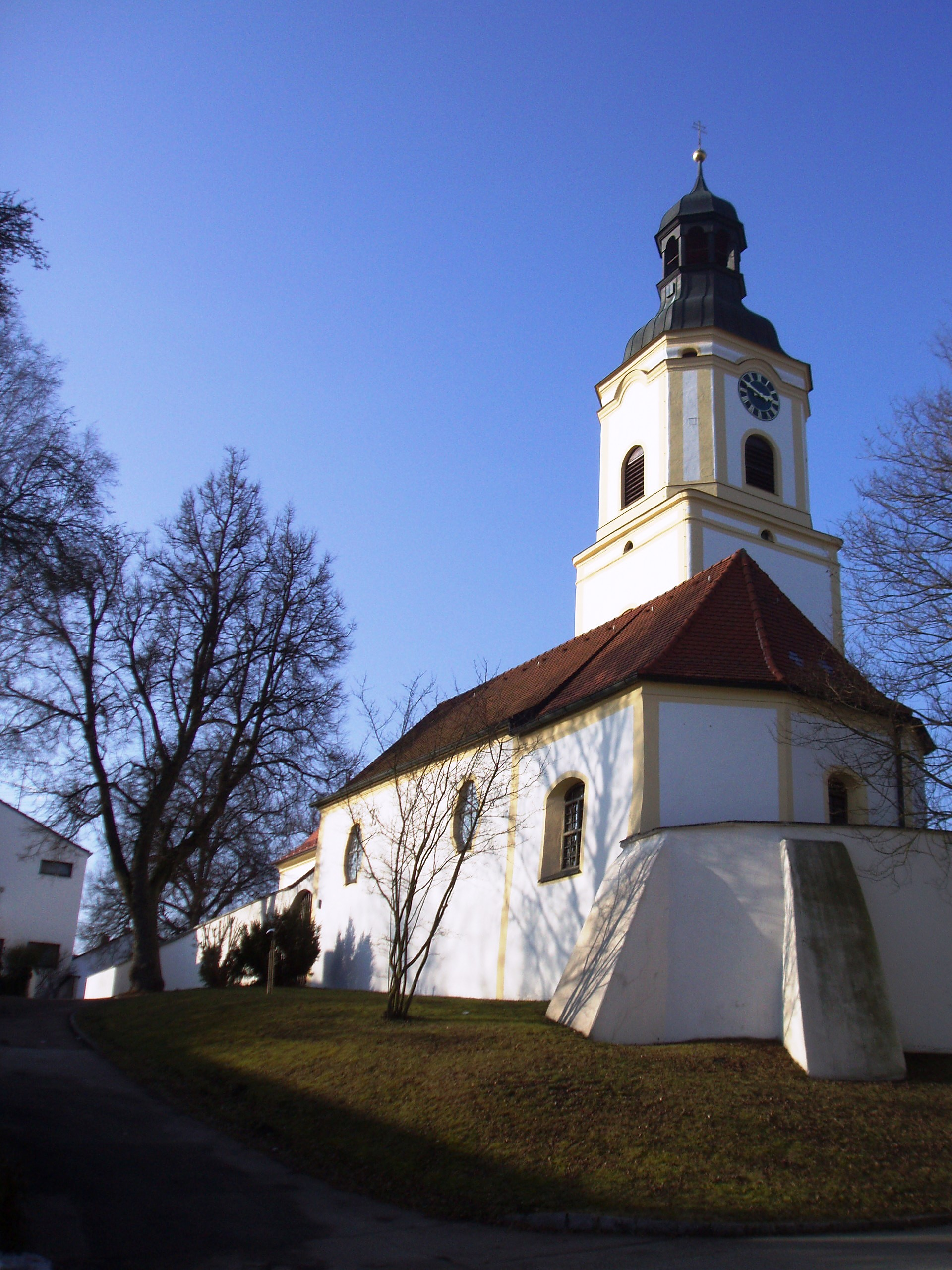
Kirche St. Mauritius mit der südöstlich im ummauerten Friedhof stehenden Marienkapelle

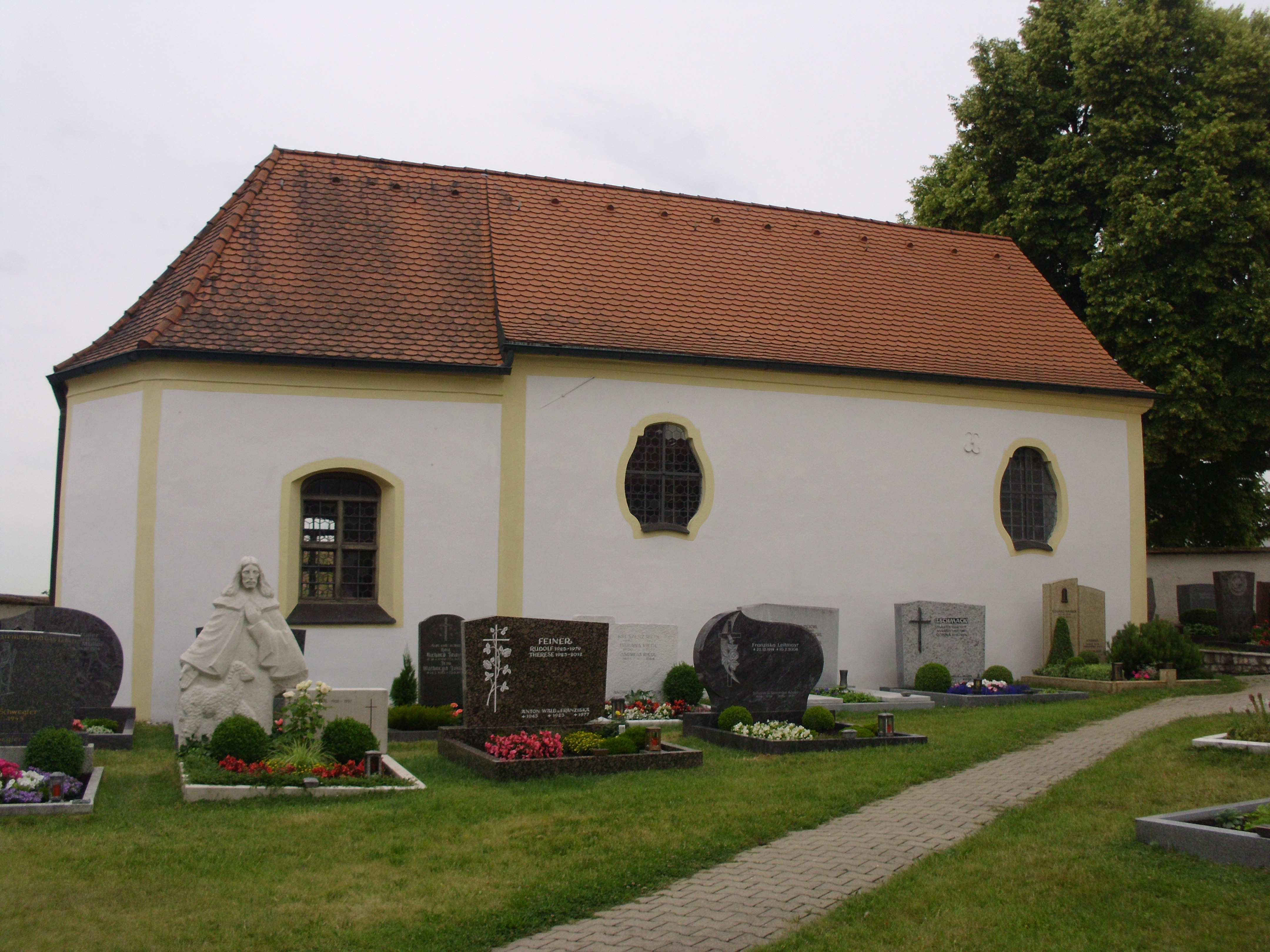
Die Marienkapelle, Nordseite

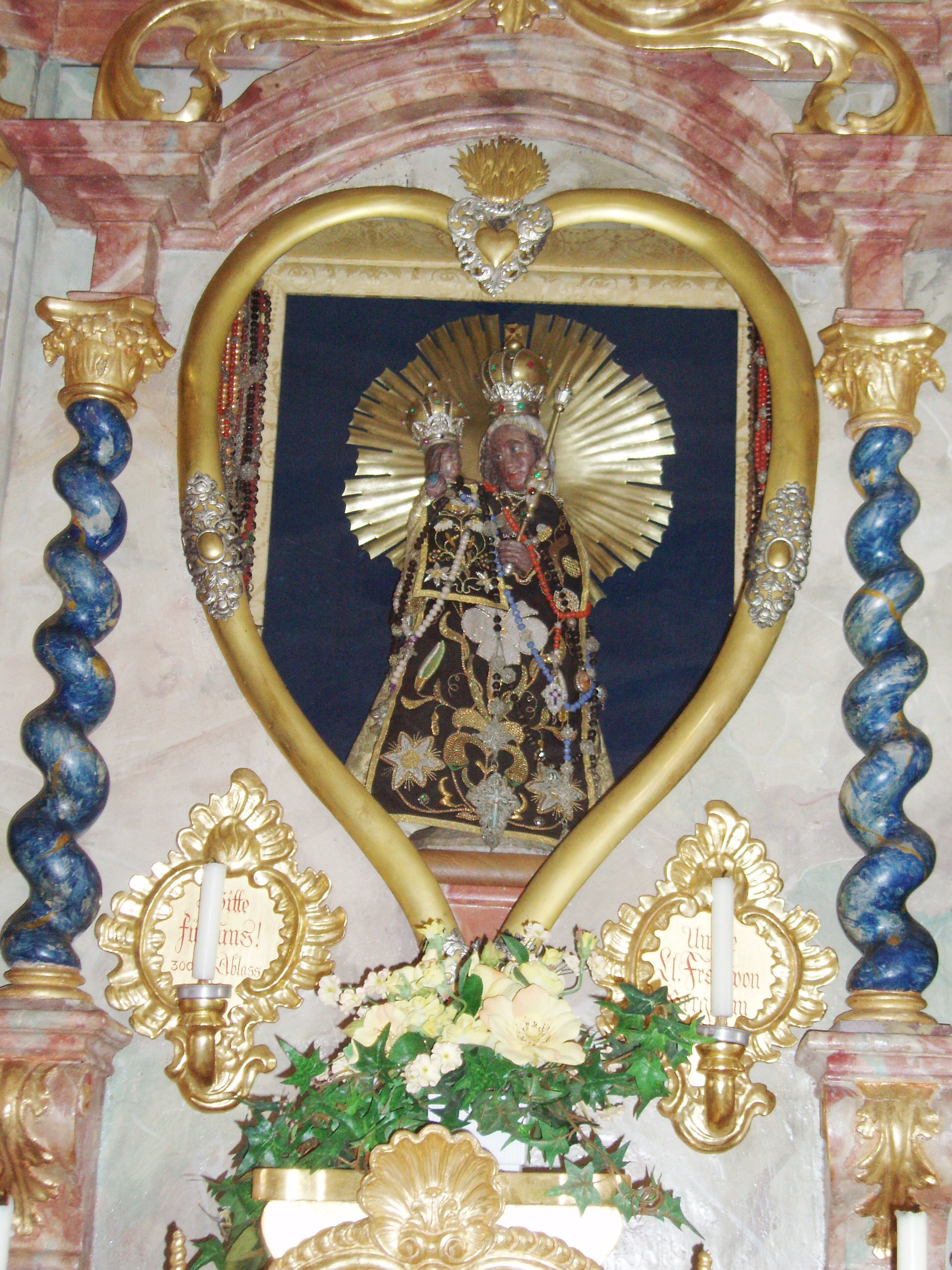
Altöttinger Madonna in der Bergheimer Marienkapelle

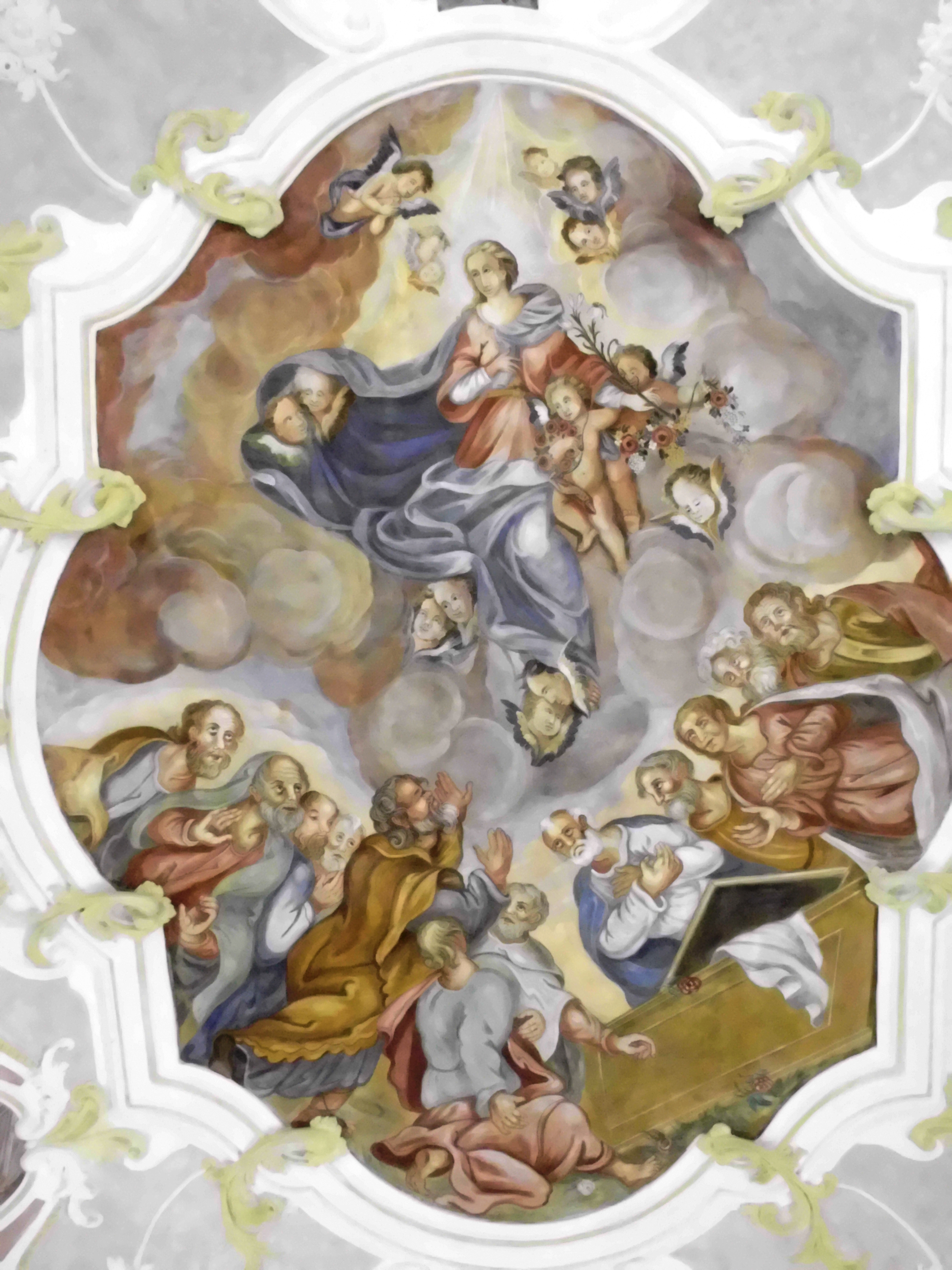
Das Hauptfresko mit der Darstellung Mariä Himmelfahrt

Mariä Himmelfahrt ist eine mit diesem Patrozinium ausgestattete katholische ehemalige Wallfahrtskapelle in Bergheim bei Neuburg an der Donau.

## Lage
Die Kapelle steht in West-Ost-Ausrichtung im Ortskern in der Südostecke des ummauerten Friedhofs neben der zum Bistum Eichstätt gehörenden Pfarrkirche St. Mauritius.

## Geschichte
Die Kapelle wurde unter dem Kaisheimer Abt Cölestin I. Meermoos 1748/49 im Barockstil anstelle einer älteren Kapelle errichtet; seit 1315 war die Pfarrei dem Kloster Kaisheim inkorporiert. Dem hl. Werner geweiht, wird der Vorgängerbau 1610 erwähnt; 1637 ist von ihm als „alter Kapelle“ die Rede.
Baumeister der neuen Kapelle war der Ingolstädter Stadtmaurermeister Michael Anton Prunnthaler (* 1684 in Kelheim; † 1750 in Ingolstadt), der vier Jahre zuvor die Pfarrkirche erbaut hatte. Da 1702 eine Kopie der Muttergottes von Altötting erworben wurde, die auf den Altar der Kapelle kam, wechselte in der Folge das Patrozinium vom hl. Werner zu Maria. 1772 wurde die Kapelle stuckiert und freskiert. Mit der Altöttinger Gnadenbild-Kopie pilgerte man alljährlich unmittelbar nach Fronleichnam nach Altötting, bis diese Wallfahrt staatlicherseits 1779 abgeschafft wurde. Allmählich war die Bergheimer Marienkapelle selbst zu einem Wallfahrtsziel geworden.

## Baubeschreibung
Die Kapelle ist ein einschiffiger, turmloser Bau aus verputztem Kalkbruchstein, für dessen leicht nach innen gebogene Südwand die Friedhofsmauer mitverwendet wurde. Das Langhaus ist mit einer Flachtonne über breiter Hohlkehle versehen. Der nicht eingezogene Chor ist an drei Seiten geschlossen. der Chorbogen ist korbbogig ausgeführt. Der Chor hat im Norden und Süden je ein segmentbogiges Fenster, das Langhaus auf beiden Längsseiten je zwei lyraförmige Fenster in segmentbogigen Nischen.

## Ausstattung
Der viersäulige Hochaltar wurde 1721 gestiftet; in seiner Mitte ist in einer Nische mit herzförmigem goldenen Rahmen die Kopie des Altöttinger Gnadenbildes aufgestellt. Links steht zwischen den Säulen eine Statue des hl. Willibald, rechts eine Statue der hl. Walburga. Statt Seitenaltäre weist die Kapelle zwei Mensen mit stuckierten Antependien auf; auf der nördlichen steht eine Holzbüste des hl. Johannes des Täufers, auf der südlichen eine Büste des hl. Johannes des Evangelisten. Aus der 2. Hälfte des 18. Jahrhunderts stammen die Holzfiguren in den Stucknischen an den Langhauswänden, Christus an der Geißelsäule und die hl. Katharina.
Die reiche Stuckdekoration (Akanthus, Rosensträuße in Vasen, Blütenketten und Muschelwerk) schuf um 1750 Matthias Abel aus Neuburg an der Donau († um 1754). Die gleichzeitig entstandenen Fresken an der Decke und den Wänden stellen Szenen aus dem Marienleben dar, das Hauptfresko die Himmelfahrt Mariens. Ergänzend sind Darstellungen aus dem Alten Testament und aus der Lauretanischen Litanei zu sehen, zum Teil in Grisaillen-Szenen. Über den stuckierten Kartuschen für die Fresken sind stuckierte Engelsköpfe zu sehen. Die Tondi über den stuckierten Apostelkreuzen zeigen in Flachreliefs die 12 Apostel-Köpfe. Das Fresko innen über dem Eingang zeigt die Stärkung der Armen Seelen im Fegfeuer durch Engel, darüber auf Wolken die Heilige Familie.